# Cruising California (Bumpin' in My Trunk)
"Cruising California (Bumpin' in My Trunk)" é um single da banda estadunidense The Offspring, lançado em 30 de abril de 2012 pela gravadora Columbia Records.